# Kolbeinn ungi Arnórsson
Kolbeinn Arnórsson también Kolbeinn ungi (apodado el Joven, 1208 – 22 de julio de 1245), fue un caudillo medieval, goði del clan Ásbirningar de Islandia. Dominaba el territorio desde Víðimýri, Skagafjörður. Casó muy joven en 1224, apenas veinte años, con Hallbera Snorradóttir, hija de Snorri Sturluson, y tras un año de matrimonio, se trasladaron a Þingvellir, pero al poco tiempo ella le abandonó y regresó a la hacienda de su padre. Kolbeinn desempeñó un papel principal en el periodo de la guerra civil de la Mancomunidad Islandesa conocido como Sturlungaöld, luchando al lado del jarl Gissur Þorvaldsson contra el clan de los Sturlungar.